# Arisawa Takanori
Takanori Arisawa (有澤 孝紀 Arisawa Takanori?, 2 de abril de 1951 – 26 de noviembre de 2006) fue un compositor y arreglista japonés más conocido por componer canciones de las series de anime de Sailor Moon y de Digimon.

## Carrera
Nacido en Tokio y autodidacta desde la infancia, Arisawa comenzó a aprender el piano a la edad de 20 años. Después de graduarse de Senzoku Gakuen College a los 22, con un título en Redacción y música orquestal, estudió jazz y pop acuerdo con el arreglista Norio Maeda. 
Comenzó su carrera en 1980 mediante la composición del tema "Transferencia de Shinjuku ", fue grabado por el grupo de coro de SOAP para Epic / Sony Records . Se dio a conocer un álbum al año siguiente, "Hamot Pier", y recibió el Premio Nuevo Compositor de Incentivos en el Tokyo Music Festival de 1981. El grupo se disolvió en 1982, pero " Hamot Pier " fue relanzado en 1993. 
Durante la década de 1980 trabajó como compositor y arreglista de Tokyo Broadcasting System (Sistema de Difusión de Tokio) y escribió música para comerciales de televisión, incluidos los anuncios de Coca-Cola. También compuso para varias series, y lanzó un sencillo, "Despegue del Amor" ("Takeoff of Love"), para la celebración del 30° aniversario de Japan Airlines. Luego se desempeñó como director musical para la serie de NHK, Let's Learn English!.
Con Sailor Moon alcanzó el primer premio con el Disco de Oro de 1993 en el Gran Premio de Columbia Records . Continuó componiendo para toda la serie de anime, además de varios juegos de video y algunos musicales de teatro. En 1998 , 2000 y 2001 ganó el Premio Internacional JASRAC para la mayoría de las regalías internacionales, debido en gran parte a la popularidad de la música de Sailor Moon en otras naciones. Él fue el responsable de la composición y arreglos de la música de fondo de la serie.
Desde la década de 1990 hasta su muerte, Arisawa comenzó a componer para la serie de anime de forma exclusiva. Su trabajo en Sailor Moon se basó inicialmente en la música pop, pero poco a poco comenzó a cambiar a los encontrados en la música clásica. La serie animada fue un rotundo éxito comercial por lo que Arisawa se hizo popular mundialmente y ganó varios premios.
Sus composiciones en Sailor Moon más aclamadas fueron sin dudas, Seiya no Omoi, Luna y Shou, que se emitieron en las diferentes temporadas del dibujo animado, mezclando sentimientos de tristeza, calidez y armonía. Su música se impregnó también en su estreno fílmico en las películas Sailor Moon R movie, Sailor Moon S The movie y Sailor Moon SuperS The movie, 

Murió a la edad de 54 años víctima de un cáncer de vejiga en 2005. Estuvo casado con su esposa de toda la vida Keiko.

## Trabajos
- Ask Dr. Rin!
- Bikkuriman and Super Bikkuriman - Toei Animation
- Digimon series - Toei Animation
- Don-Don Domel to Ron
- Galaxy Fraulein Yuna
- Goldfish Warning!
- Kamen no Ninja Akakage
- King's Brunch (opening theme)
- Moeru!! Robokon
- Sailor Moon - Toei Animation
- Sesame Street
- Tales of Eternia
- Yume no Crayon Oukoku
- War of the Worlds